# NGC 6723
NGC 6723 (również GCL 106 lub ESO 396-SC10) – gromada kulista znajdująca się w gwiazdozbiorze Strzelca. Została odkryta 2 czerwca 1826 roku przez Jamesa Dunlopa. Jest położona w odległości ok. 28,4 tys. lat świetlnych od Słońca oraz 8,5 tys. lat świetlnych od centrum Galaktyki. Gromada ta ma 65 lat świetlnych średnicy.